# Festuca hartmannii
Festuca hartmannii är en gräsart som först beskrevs av Markgr.-dann., och fick sitt nu gällande namn av Evgenii Borisovich Alexeev. Festuca hartmannii ingår i släktet svinglar, och familjen gräs. Inga underarter finns listade i Catalogue of Life.